# Ferrocarriles Nacionales de El Salvador
 (mai 2021).
Ferrocarriles Nacionales de El Salvador (FENADESAL) est une entreprise d'État rattachée à la Comisión Ejecutiva Portuaria Autónoma (Commission exécutive portuaire autonome) qui fournit des services de transport ferroviaire.

## Histoire

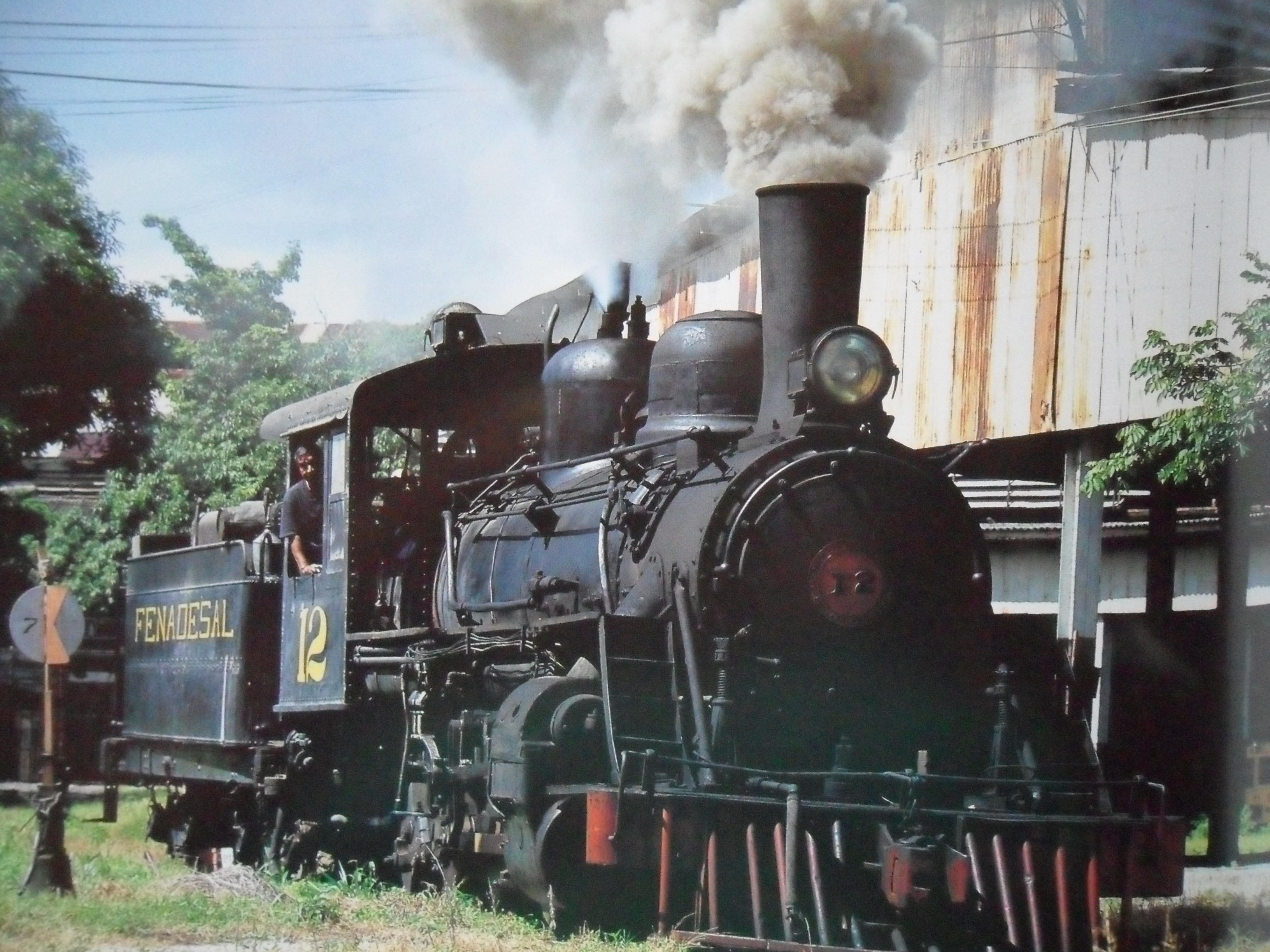
Le train FENADESAL à Apopa.

La première locomotive est arrivée dans le pays le 28 mars 1882, en provenance d'Angleterre. Le 4 juin, le président Rafael Zaldívar inaugure officiellement le service entre Sonsonate et le port d'Acajutla, bien qu'un itinéraire différent ait été décrit par le Diario Oficial de El Salvador dans l'édition du 12 mai de la même année. Les machines - deux au total - étaient de type américain et comprenaient une voiture de première classe, une voiture gondole, quatorze petites voitures et une pour les rails. Les principaux ateliers étaient situés dans la ville même de Sonsonate. Selon un télégramme envoyé par le général Hipólito Belloso, le 4 juin, vers 14 h, la première locomotive est arrivée d'Acajutla à la ville de Sonsonate avec les drapeaux du Salvador et des États-Unis d'Amérique entrelacés à l'avant. Les gens sont sortis pour l'accueillir à la gare où il y avait de la musique martiale, des salves d'artillerie et des roquettes.
Au cours de ces premières années, deux tronçons ont vu le jour : Sonsonate-Sitio del Niño-Santa Ana, dont la construction a été autorisée le 31 juillet 1882, et San Salvador-Santa Ana, créé par le décret législatif du 14 mars 1894, et dont est issu le tracé San Salvador-Sonsonate-Santa Ana. En décembre de la même année, l'exploitation de cette route est accordée à la Salvador Railway Company Limited. La partie orientale du pays a eu sa ligne jusqu'au 20 août 1912, entre Puerto de Cutuco-San Miguel, qui a été reliée à San Salvador le 1er mai 1920. Toutes les lignes formaient un canal sec relié à Puerto Barrios, qui a fonctionné jusque dans les années 1980.
En raison de la rupture du contrat de la Salvador Railway Company Limited, le gouvernement salvadorien est intervenu dans l'administration du service et a créé un conseil d'administration du chemin de fer du Salvador en 1962. En 1965 est créée la Comisión Ejecutiva Portuaria Autónoma (CEPA), chargée de l'administration du chemin de fer. En 1975, la fusion de Ferrocarril de El Salvador (FES) et Ferrocarril Nacional de El Salvador (Fenasal), des Chemins de fer internationaux d'Amérique centrale (IRCA), a donné naissance à Ferrocarriles Nacionales de El Salvador (FENADESAL). L'ensemble du réseau routier a atteint une longueur de 600 km, et a traversé la moitié des départements du pays.
En raison des dommages causés par la guerre civile et des problèmes financiers, le service est suspendu en 2002. Cependant, elle est exploitée du 1er octobre 2007 au 20 août 2012, entre la station de FENADESAL, à l'est de San Salvador, et la municipalité d'Apopa. L'entreprise prévoit de la reprendre à l'échelle nationale dans un délai non précisé,.